# Clermont-d’Excideuil
Clermont-d’Excideuil település Franciaországban, Dordogne megyében. Lakosainak száma 248 fő (2022. január 1.). Clermont-d’Excideuil Dussac, Excideuil, Saint-Médard-d’Excideuil, Saint-Martial-d’Albarède, Saint-Germain-des-Prés és Saint-Sulpice-d’Excideuil községekkel határos.

## Népesség
A település népességének változása:
| Lakosok száma | 289  | 255  | 255  | 268  | 244  | 240  | 232  | 235  | 234  | 248  |
|               | 1968 | 1982 | 1990 | 2006 | 2013 | 2015 | 2017 | 2019 | 2020 | 2022 |